# Prinzkogel
Der Prinzkogel, oft auch Prinzenkogel genannt, ist ein 1273 m ü. A. hoher Gipfel in der Oststeiermark. Er gehört zum Wechselgebiet, einer Untergruppe der Randgebirge östlich der Mur respektive des Steirischen Randgebirgs.
Der Berg ist ein altes Blei- und Silberbergbaurevier, und als Mineralienfundort bekannt.

## Lage und Landschaft
Der Berg erhebt sich rechts im obersten Feistritztal und bildet einen Teil des Südwestausläufers des Wechselmassivs. Dieser Grat setzt am Hochwechsel-Gipfel (1743 m ü. A.) an, der Kamm des Prinzkogel beginnt beim Herrenstein (1448 m ü. A.) oberhalb der Hochwechselstraße, und bildet zusammen mit dem Mieseck (1385 m ü. A.) den nördlichsten Ast dieses vielverzweigten Ausläufers. Er führt über die Wagnerhöhe (1129 m ü. A.) und zieht sich – zwischen Rettenegg an der Feistritz nördlich und Innerer Kaltenegg am Kaltenbach südlich – über Prinzkogel-Plateau und -Gipfel, den Sattel Waldandacht (1068 m ü. A.) und den Kalteneggkogel (1125 m ü. A.) hinunter zur Feistritz bei Wasserstatt. Der sanfte Rücken ist gänzlich bewaldet, mit etlichen Kahlschlägen, und dicht von Forstwegen überspannt.

## Geologie und Geschichte
Der Name ist vermutlich eine Verballhornung aus Prünse/Prümse/Prünst/Prinst, was ‚Angebranntes, verkohlte Rasenstelle‘ bedeutet.
Der Bergstock bildet sich aus Semmeringquarzit (Alpiner Verrucano, Siliziklastika des Permoskyth) und liegt genau an der Grenze vom Waldbachkristallin, der tiefsten ostalpinen Decke, zur Semmeringeinheit im Wechselfenster.
1738 begann hier das Stift Vorau einen Abbau auf Blei und Silber. Man erstellte Erbstollen (Wasserabzug), ein Poch- und Schlämmwerk und eine Schmelzhütte. Der Pater, der den Abbau leitete, hatte (wie in der Bergbau-Pionierzeit des Theresianischen 18. Jahrhunderts häufig) nur angelesene Kenntnisse zum Bergwesen, man hatte Probleme mit der Wasserhaltung, und das Vorkommen war sulfidisch und schlecht zu verhütten. Schon 1744 hatte das Stift ein Defizit von 20.000 Gulden, und auch ein zugezogener privater Investor konnte das Bergwerk nicht retten. 1747 wurde der Betrieb wieder eingestellt.
1772 nahm der Gewerke Ignaz Reichenberg, der für das Stift Lambrecht das Eisenwerk Gußwerk/Mariazell geleitet hatte, den Abbau zeitweise wieder auf.
Neben diversen Edelmetall- und Quarzmineralien finden sich hier auch Uranglimmer.